# Biserica Sfântul Mihail și Sfântul Dumitru din Aachen
Biserica Sfântul Mihail și Sfântul Dumitru din Aachen (în greacă Ναός Αρχαγγέλου Μιχαήλ - Αγίου Δημητρίου) a fost consacrată în 1628 ca biserică a iezuiților sub numele de Sankt Michaelskirche. În anul 1987, cu acordul episcopului Klaus Hemmerle și al Diecezei de Aachen, a devenit biserică a Mitropoliei Ortodoxe Grecești a Germaniei, ocazie cu care a primit al doilea sfânt patron, pe Sfântul Dumitru.